# Taková nenormální rodinka (Simpsonovi)
Taková nenormální rodinka (v anglickém originále There's No Disgrace Like Home) je 4. díl 1. řady (celkem 4.) amerického animovaného seriálu Simpsonovi. Scénář napsali Al Jean a Mike Reiss a díl režírovali Gregg Vanzo a Kent Butterworth. V USA měl premiéru dne 28. ledna 1990 na stanici Fox Broadcasting Company a v Česku byl poprvé vysílán 29. ledna 1993 na stanici ČT1. V tomto díle se poprvé objevují mimo jiné Itchy a Scratchy nebo policista Lou, který ale ještě měl žlutou kůži.

## Děj
Homer vezme svou rodinu na firemní piknik, kde je v rozpacích z chování Barta, Lízy a Marge. Když si Homer všimne, že jeho šéf, pan Burns, schvaluje jinou, dobře vychovanou rodinu, která se k sobě chová s úctou, diví se, proč se jeho dysfunkční rodina chová špatně a všechny nerespektuje. 
Když Marge, Bart a Líza tvrdí, že s nimi není nic v nepořádku, Homer se snaží dokázat opak tím, že je vezme na prohlídku sousedství a nahlíží do oken obývacích pokojů, aby pozoroval ostatní rodiny. To se mu ale vymstí, když soused na Simpsonovy vystřelí za neoprávněné vniknutí na cizí pozemek, a ještě horší je, jak je tato vycházka ostatním Simpsonovým nepříjemná. Okamžitě se stáhnou zpátky domů a dívají se na televizi. Homer jde v depresi z výletu k Vočkovi, kde uvidí televizní reklamu na Centrum rodinné terapie doktora Marvina Monroea. Monroe zaručuje „rodinnou blaženost nebo vrácení dvojnásobku peněz“, a tak si Homer myslí, že terapie zlepší chování jeho rodiny. 
K nelibosti své rodiny Homer zastaví jejich televizi, aby mohl zaplatit terapii za 250 dolarů. Když Monroe požádá Simpsonovy, aby nakreslili zdroj svých problémů, Bart, Líza, Marge a Maggie nakreslí Homera. Roztržitý Homer nakreslí letadlo v letu a Monroe mu vynadá, že je špatný otec. Poté, co se Homer rozzlobí na Barta a pokusí se ho napadnout lampou, dá Monroe Simpsonovým polstrované paličky, aby si vyřešili svou agresi, aniž by si navzájem ublížili. Cvičení se nezdaří, když Bart odstraní polstrování z paličky a udeří doktora tvrdým vnitřním jádrem do kolena. 
Zklamaný Monroe se uchýlí k averzivní terapii a připojí členy rodiny k elektrickému generátoru, aby si mohli navzájem dávat elektrické šoky a odradit se tak od špatného chování. Simpsonovi si navzájem uštědří tolik šoků – z velké části kvůli Maggie, která náhodně mačká tlačítka –, že se generátor poškodí a celé město postihne výpadek proudu, což potěší Burnse. Monroe si uvědomí, že Simpsonovým nemůže pomoci, vypne generátor a přikáže jim odejít. Homer doktoru Monroeovi připomene, že jeho televizní reklama slibovala rodinné blaho, nebo záruku vrácení dvojnásobku peněz. Monroe souhlasí s vrácením dvojnásobku peněz, aby Simpsonovi nepošpinili pověst kliniky. S novým pocitem jednoty Simpsonovi použijí peníze na koupi nové televize.

## Produkce
Epizoda vykazuje příznačné znaky toho, že je jednou z prvních vyrobených. Některé postavy se ve srovnání s okolními epizodami chovají nápadně odlišně: Líza je podobně jako ve skečích neukázněný spratek k nerozeznání od Barta, Marge se opíjí a je nepozorná a Homer je hlasem rozumu. V pozdějších epizodách se tyto role obrátily. Jednalo se o ranou epizodu pro pana Burnse (který byl v první předloze znám jako pan Meanie), kterého v předchozím dílu namluvil Christopher Collins. Původně byla postava ovlivněna Ronaldem Reaganem, od tohoto konceptu bylo později upuštěno. Nápad, že by své zaměstnance zdravil pomocí kartiček, byl inspirován způsobem, jakým Reagan zdravil lidi. V epizodě se Burns poprvé zmiňuje o „vypuštění psů“.
V dílu se poprvé objevili Marvin Monroe a Itchy a Scratchy; ti se ve skečích objevili již dříve. Poprvé se zde také objevil žlutý Smithers, který byl v předchozí epizodě nakreslen jako Afroameričan, a policisté Eddie a Lou, i když Lou byl omylem animován žlutě místo tmavě, jak se později stalo. Lou byl pojmenován po Lou Whittakerovi, hráči baseballové ligy.
Nápad na scénu šokové terapie vycházel z toho, že Laurel a Hardy po sobě házeli koláče. Scéna byla ve střižně upravena, při první produkci se odehrála jinak. Úpravy této scény byly předběžné, ale dobře přijaté a v konečném produktu zůstaly beze změny.
Název epizody je parodií na slavnou větu „There's no place like Home“ z písně „Home! Sweet Home!“, skladby Henryho Bishopa a Johna Howarda Payna z roku 1823. Scéna, v níž rodina vstupuje do Burnsova panství, obsahuje dva kulturní odkazy. Panství připomíná sídlo Charlese Fostera Kanea z filmu Občan Kane z roku 1941 a postavy o něm mluví jako o „majestátním panství Burnsů“, což je odkaz na televizní seriál Batman. Kromě toho je zde odkaz na Zrůdy, kultovní horor Toda Browninga, v opakování věty „jeden z nás“.
Během opilosti na pikniku u pana Burnse Marge zpívá verzi písně „Hey, Brother, Pour the Wine“, kterou zpopularizoval Dean Martin. Scéna šokové terapie připomíná film Mechanický pomeranč z roku 1971.
Epizoda se krátce objevila v akčním filmu Smrtonosná past 2 z roku 1990.

## Přijetí
V původním vysílání skončil díl v týdnu od 22. do 28. ledna 1990 na 45. místě v žebříčku sledovanosti s ratingem 11,2, což odpovídá přibližně 10,3 milionu domácností. Byl to druhý nejlépe hodnocený pořad na stanici Fox v tomto týdnu, hned po seriálu Ženatý se závazky.
Po odvysílání se epizoda dočkala smíšených hodnocení od televizních kritiků. Autoři knihy I Can't Believe It's a Bigger and Better Updated Unofficial Simpsons Guide, Warren Martyn a Adrian Wood, poznamenávají: „Je velmi zvláštní vidět Homera, jak zastavuje televizor ve snaze zachránit rodinu; kdyby tato epizoda přišla později, Marge by jistě zaujala tento postoj. (…) Povedený výpad na rodinné poradenství s několika skvělými scénami; obzvlášť se nám líbí dokonalá verze Simpsonových a terapie averze vůči elektrickým šokům.“.
Colin Jacobson z DVD Movie Guide v recenzi uvedl, že díl je jeho „nejméně oblíbenou epizodou první řady“, a dále jej okomentoval: „Homer se cítí trapně kvůli ostatním? Marge se na veřejnosti chová špatně a nestará se o udržení rodiny? Líza (Yeardley Smithová) se pouští do žertů a hloupostí? Tohle není ta rodina, kterou jsme znali a milovali.“.
Byl to první díl, který BBC odvysílala v pozemní televizi 23. listopadu 1996 v sobotu v 17.30, protože epizody byly vysílány mimo pořadí. Díl sledovalo pět milionů diváků, což bylo o něco méně než u sitcomu Dad's Army, kterému tento časový slot patřil předtím. Epizoda také čelila konkurenci seriálu Sabrina – mladá čarodějnice, který vysílala televize ITV.

## Domácí vydání
Epizoda byla nejprve vydána na domácím videu ve Spojeném království jako součást VHS vydání s názvem The Simpsons Collection spolu s dílem 1. řady Bart generálem aneb Kdopak by se Nelsona bál. V USA byla vydána na VHS vydání The Best of The Simpsons, Vol. 1 (1997) s dílem Ve víru vášně. Později byla v USA znovu vydána ve sběratelské edici box setu prvních tří dílů sbírky The Best of The Simpsons. Ve Velké Británii byl díl znovu vydán jako součást VHS box setu kompletní první řady, který vyšel v listopadu 1999. Na DVD epizoda debutovala jako součást DVD setu The Simpsons season one, který vyšel 25. září 2001. Groening, Jean a Reiss se podíleli na audiokomentáři k DVD. Digitální edice první řady seriálu byla ve Spojených státech vydána 20. prosince 2010 a obsahovala tuto epizodu, a to prostřednictvím služeb Amazon Video a iTunes.